# Oithona fallax
Oithona fallax är en kräftdjursart som beskrevs av Farran 1913. Oithona fallax ingår i släktet Oithona och familjen Oithonidae. Inga underarter finns listade i Catalogue of Life.